# Пименов, Николай Андреевич
Николай Андреевич Пименов (1 августа 1895 года, г. Старая Русса, Новгородская губерния — 26 января 1955 года, Старая Русса, Новгородская область) — советский военный деятель, полковник (22 марта 1943 года).

## Начальная биография
Николай Андреевич Пименов родился 1 августа 1895 года в Старой Руссе.
Работал токарем на чугунно-литейном и механическом заводах в Старой Руссе.

## Военная служба

### Первая мировая и гражданская войны
С началом Первой мировой войны в июле 1914 года призван в ряды Русской императорской армии на правах вольноопределяющегося и направлен рядовым в 178-й запасной батальон. В сентябре убыл на Западный фронт в 86-й запасной пехотный полк и после 10-дневной переподготовки переведён во 2-й Калишский пограничный полк, дислоцированный в Ковно. В том же году окончил учебную команду, после чего произведён в чин младшего унтер-офицера. С января 1915 года Пименов, будучи командиром отделения и взвода, принимал участие в боевых действиях на Западном и Юго-Западном фронтах. В феврале 1917 года направлен на учёбу в 5-ю Московскую школу прапорщиков, после окончания которой в июне того же года вернулся во 2-й Калишский пограничный полк, где назначен командиром сотни (роты). В ноябре из-за заболевания госпитализирован и затем направлен в отпуск. После выздоровления с января 1918 года служил на выборных должностях в Смоленском караульном батальоне, однако в марте повторно направлен в отпуск по болезни.
17 апреля 1918 года Н. А. Пименов вступил в 1-й Старорусский полк РККА, однако вскоре переведён в Москву на формирование Образцового советского отряда особого назначения, где назначен на должность командира взвода 8-й роты. В августе отряд направлен на Южный фронт, где преобразован в 110-й Московский стрелковый полк, после чего в составе 13-й стрелковой дивизии (8-я армия) принимал участие в боевых действиях против войск под командованием генерала П. Н. Краснова в районе Новохоперска и Павловска. С декабря 1918 года Н. А. Пименов лечился в госпитале по ранению и после выздоровления в марте 1919 года вернулся 110-й стрелковый полк, где назначен на должность командира роты, после чего принимал участие в боевых действиях против войск А. И. Деникина на территории Донбасса. 10 мая 1919 года вновь ранен, после чего лечился в госпитале и после выздоровления с 13 февраля 1920 года служил в Новгородском караульном батальоне, а в июле 1920 года переведён на должность командира роты в составе 238-го стрелкового полка (27-я стрелковая дивизия, Западный фронт), после чего участвовал в боях в районе Волковыска против польских войск, в марте 1921 года, будучи командиром батальона в составе этого же полка — в подавлении Кронштадтского восстания, а с апреля — в ликвидации бандформирований в Поволжье и Тамбовского восстания под руководством А. С. Антонова.

### Межвоенное время
В мае 1922 года назначен на должность командира роты в составе 81-го стрелкового полка (27-я Омская стрелковая дивизия), дислоцированного в Вязьме, однако в феврале 1923 года вышел в запас.
В январе 1924 года повторно призван в ряды РККА и назначен на должность командира взвода в составе 59-го стрелкового полка (20-я стрелковая дивизия, Ленинградский военный округ). В феврале направлен на учёбу на повторные курсы среднего комсостава при Объединённой интернациональной военной школе, которые окончил в августе того же года.
В марте 1926 года Н. А. Пименов переведён в Ленинградскую военную ветеринарно-фельдшерскую школу, где служил на должностях командира взвода, курсового командира и командира роты, преподавателя военной топографии и тактики. В сентябре 1931 года назначен помощником командира батальона в составе 48-го стрелкового полка (16-я стрелковая дивизия), дислоцированного в Старой Руссе.
В апреле 1932 года переведён в 5-й стрелковый колхозный полк (2-я стрелковая колхозная дивизия, Особый стрелковый корпус, ОКДВА), в составе которого служил помощником командира батальона по производственной части, 2-м помощником начальника штаба и врид начальника штаба полка. В феврале 1936 года назначен на должность начальника разведки 66-й стрелковой дивизии, в июне того же года — на должность начальника штаба 197-го стрелкового полка, а в апреле 1937 года — на должность командира 172-го отдельного строительного батальона ОКДВА.
С февраля 1938 года Н. А. Пименов исполнял должность начальника штаба 9-й отдельной стрелковой бригады, однако в октябре зачислен в резерв Главного управления кадров НКО и 18 января 1939 года уволен в запас, после чего работал военным руководителем средних школ в Старой Руссе.

### Великая Отечественная война
С началом войны в июне 1941 года Пименов призван ряды РККА и назначен на должность начальника штаба 9-го Ивановского мотострелкового полка, который с 15 июля принимал участие в боевых действиях в Карелии на Северном фронте. 1 августа назначен командиром отдельного отряда, однако 25 августа в районе Сям-Озеро ранен, после чего до 25 сентября лечился в госпитале.
После выздоровления 26 сентября назначен на должность начальника штаба 2-й легко-стрелковой бригады, а 12 октября — на должность командира этой же бригады, которая вела боевые действия в районе Петрозаводска, Кондопоги и Медвежьегорска. С 20 декабря Н. А. Пименов состоял в резерве Карельского фронта и в январе 1942 года назначен старшим преподавателем тактики на курсах младших лейтенантов того же фронта. В период с 23 сентября по 4 ноября 1942 года исполнял должность командира 263-й стрелковой дивизии, которая находилась в обороне в районе Архангельска и Онеги.
9 ноября 1942 года подполковник Н. А. Пименов направлен на учёбу на ускоренный курс при Высшей военной академии имени К. Е. Ворошилова, после окончания которого в мае 1943 года назначен на должность начальника 1-го Тюменского пехотного училища, однако 22 сентября того же года отстранён от занимаемой должности, направлен в распоряжение Главного управления кадров НКО и в октябре назначен командиром 429-го стрелкового полка в составе 52-й стрелковой дивизии, которая находилась на доукомплектовании в г. Мерефа (Харьковская область). В конце октября 429-й стрелковый полк форсировал Днепр и вскоре принимал участие наступлении на криворожском направлении, в боях на плацдарме севернее Кривого Рога, а также в Березнеговато-Снигирёвской, Одесской и Ясско-Кишинёвской наступательных операциях.
В сентябре 1944 года полковник Н. А. Пименов назначен командиром стрелкового батальона на фронтовых курсах младших лейтенантов 3-го Украинского фронта, а в декабре — начальником штаба 180-й стрелковой дивизии, однако в январе 1945 года во время Будапештской наступательной операции был ранен, после чего до конца войны находился на лечении.

### Послевоенная карьера
Полковник Николай Андреевич Пименов 28 июня 1945 года вышел в запас. Умер 26 января 1955 года в Старой Руссе Новгородской области.

## Награды
- Орден Красного Знамени (3 ноября 1944 года);
- Медали.